# Anna Maria Erdődy
Anna Maria Erdődy (născută Anna Maria Niczky; n. 21 august 1778, Arad, Monarhia Habsburgică – d. 17 martie 1837, München, Regatul Bavariei) a fost o prietenă apropiată și confidentă a compozitorului Ludwig van Beethoven. Din 1808 până în 1809 acesta a locuit în apartamentul ei din Viena. Ulterior compozitorul a primit datorită intervențiilor ei o rentă viageră⁠(d) care i-a permis să rămână în Imperiul Austriac.

## În film
Rolul ei în filmul Nemuritoare iubită a fost interpretat de Isabella Rossellini.